# Nemesia cavicola
Nemesia cavicola is een spinnensoort in de taxonomische indeling van de bruine klapdeurspinnen (Nemesiidae).
Nemesia cavicola werd in 1889 beschreven door Simon.